# Цикл женских турниров ITF 2014 (январь — март)
Цикл женских турниров ITF 2014 (англ. 2014 ITF Women's Circuit) — ежегодный женский тур профессиональных теннисистов, проводимый Международной федерацией тенниса.
Статья содержит результаты первой четверти года — с января по март.

## Расписание

### Легенда
| Призовой фонд |
| 100.000 USD   |
| 75.000 USD    |
| 50.000 USD    |
| 25.000 USD    |
| 15.000 USD    |
| 10.000 USD    |

## Неделя 1
| Дата начала | Турнир                                    | Чемпионки (Счёт финала)        | Финалистки           |
| ----------- | ----------------------------------------- | ------------------------------ | -------------------- |
| 30 декабря  | Гонконг, Китай $25,000 — Хард Турнир 2014 | Елизавета Куличкова 6-2 6-2    | Зарина Дияс          |
| 30 декабря  | Гонконг, Китай $25,000 — Хард Турнир 2014 | Миса Эгути Эри Ходзуми 6-4 6-2 | Зарина Дияс Чжан Лин |

## Неделя 2
| Дата начала | Турнир                                           | Чемпионки (Счёт финала)                 | Финалистки                               |
| ----------- | ------------------------------------------------ | --------------------------------------- | ---------------------------------------- |
| 6 января    | Аурангабад, Индия $10,000 — Грунт Турнир 2014    | Совяня Бависетти 5-7 6-4 6-4            | Прартхана Тхомбаре                       |
| 6 января    | Аурангабад, Индия $10,000 — Грунт Турнир 2014    | Анкита Райна Прартхана Тхомбаре 6-3 6-3 | Швета Рана Ришика Сункара                |
| 6 января    | Фор-де-Франс, Франция $10,000 — Хард Турнир 2014 | Ирина Рамьялизон 6-4 6-2                | Шеразад Бенамар                          |
| 6 января    | Фор-де-Франс, Франция $10,000 — Хард Турнир 2014 | Манон Пераль Камилла Розателло 6-4 6-4  | Аквиле Паразинскайте Росалли ван дер Хук |
| 6 января    | Виро-Бич, США $25,000 — Грунт Турнир 2014        | Лаура Зигемунд 6-3 7-6(10)              | Габриэла Дабровски                       |
| 6 января    | Виро-Бич, США $25,000 — Грунт Турнир 2014        | Ирина Хромачёва Элли Уилл 7-5 6-3       | Жаклин Како Саназ Маранд                 |

## Неделя 3
| Дата начала | Турнир                                               | Чемпионки (Счёт финала)                              | Финалистки                       |
| ----------- | ---------------------------------------------------- | ---------------------------------------------------- | -------------------------------- |
| 13 января   | Глазго, Великобритания $10,000 — Хард(i) Турнир 2014 | Тара Мур 6-3 6-1                                     | Миртиль Жорж                     |
| 13 января   | Глазго, Великобритания $10,000 — Хард(i) Турнир 2014 | Джоселин Рэй Анна Смит 4-6 6-2 [10-4]                | Мартина Борецкая Тереза Маликова |
| 13 января   | Сен-Мартен, Франция $10,000 — Хард Турнир 2014       | Сюй Цзинвэнь 4-6 6-4 6-0                             | Соня Молнар                      |
| 13 января   | Сен-Мартен, Франция $10,000 — Хард Турнир 2014       | Кристина Блайкевич Бранди Мина 7-5 6-2               | Хлоэ Паке Леа Толи               |
| 13 января   | Тинахо, Испания $10,000 — Хард Турнир 2014           | Анастасия Гримальская 6-3 6-3                        | Наташа Фуруклас                  |
| 13 января   | Тинахо, Испания $10,000 — Хард Турнир 2014           | Шарлотта ван дер Мей Келли Верстег 2-6 7-6(5) [10-6] | Клаудиа Джовине Аличе Маттеуччи  |
| 13 января   | Шарм-эш-Шейх, Египет $10,000 — Хард Турнир 2014      | Ипек Сойлу 6-3 7-6(0)                                | Деспина Папамихаил               |
| 13 января   | Шарм-эш-Шейх, Египет $10,000 — Хард Турнир 2014      | Мелис Сезер Ипек Сойлу 4-6 6-4 [10-3]                | Деспина Папамихаил Гая Санези    |
| 13 января   | Штутгарт, Германия $10,000 — Хард(i) Турнир 2014     | Катинка фон Дайхманн 6-4 6-4                         | Юлия Терзийская                  |
| 13 января   | Штутгарт, Германия $10,000 — Хард(i) Турнир 2014     | Каролина Даниэльс Лаура Шедер 4-6 6-1 [10-7]         | Карин Кеннель Лиза Пономарь      |
| 13 января   | Порт-Сент-Люси, США $25,000 — Грунт Турнир 2014      | Франсуаза Абанда 6-3 6-4                             | Хейди Эль Табах                  |
| 13 января   | Порт-Сент-Люси, США $25,000 — Грунт Турнир 2014      | Река-Луца Яни Ирина Хромачёва 6-4 6-4                | Джан Абаза Луиза Чирико          |

## Неделя 4
| Дата начала | Турнир                                                   | Чемпионки (Счёт финала)                            | Финалистки                              |
| ----------- | -------------------------------------------------------- | -------------------------------------------------- | --------------------------------------- |
| 20 января   | Карст, Германия $10,000 — Ковёр(i) Турнир 2014           | Настя Колар 4-6 6-1 6-4                            | Натела Дзаламидзе                       |
| 20 января   | Карст, Германия $10,000 — Ковёр(i) Турнир 2014           | Ольга Янчук Настя Колар 7-5 6-3                    | Вивиан Хайзен Линда Пренкович           |
| 20 января   | Пети-Бур, Франция $10,000 — Хард Турнир 2014             | Шеразад Бенамар 3-6 6-3 6-1                        | Кристина Блайкевич                      |
| 20 января   | Пети-Бур, Франция $10,000 — Хард Турнир 2014             | Сюй Цзинвэнь Венди Цивэнь Чжан 7-5 6-0             | Одри Алби Манон Пераль                  |
| 20 января   | Тинахо, Испания $10,000 — Хард Турнир 2014               | Клаудиа Джовине 6-3 0-6 6-2                        | Лаура Поус-Тио                          |
| 20 января   | Тинахо, Испания $10,000 — Хард Турнир 2014               | Дебора Кьеза Юлиана Лисарасо 6-2 3-6 [13-11]       | Арабела Фернандес Рабенер Элизе Мертенс |
| 20 января   | Шарм-эш-Шейх, Египет $10,000 — Хард Турнир 2014          | Чжан Лин 6-1 7-5                                   | Полина Лейкина                          |
| 20 января   | Шарм-эш-Шейх, Египет $10,000 — Хард Турнир 2014          | Валентина Ивахненко Вероника Капшай 3-6 6-4 [10-5] | Мелис Сезер Ипек Соулу                  |
| 20 января   | Андрезье-Бутеон, Франция $25,000 — Хард(i) Турнир 2014   | Тимея Бачински 6-1 6-1                             | Исалин Бонавентюре                      |
| 20 января   | Андрезье-Бутеон, Франция $25,000 — Хард(i) Турнир 2014   | Юлия Бейгельзимер Катерина Козлова 6-3 3-6 [10-8]  | Тимея Бачински Кристина Барруа          |
| 20 января   | Дейтона-Бич, США $25,000 — Грунт Турнир 2014             | Анна Татишвили 6-1 6-3                             | Элли Кик                                |
| 20 января   | Дейтона-Бич, США $25,000 — Грунт Турнир 2014             | Николь Мелихар Теодора Мирчич 6-7(5) 7-6(1) [10-1] | Эйжа Мухаммад Элли Уилл                 |
| 20 января   | Сандерленд, Великобритания $25,000 — Хард(i) Турнир 2014 | Ан-Софи Местах 6-1 6-4                             | Виктория Голубич                        |
| 20 января   | Сандерленд, Великобритания $25,000 — Хард(i) Турнир 2014 | Джоселин Рэй Анна Смит 6-1 6-1                     | Агнеш Букта Виктория Томова             |

## Неделя 5
| Дата начала | Турнир                                          | Чемпионки (Счёт финала)                           | Финалистки                              |
| ----------- | ----------------------------------------------- | ------------------------------------------------- | --------------------------------------- |
| 27 января   | Анталья, Турция $10,000 — Грунт Турнир 2014     | Светлана Пироженко 6-3 6-1                        | Ясмина Тинич                            |
| 27 января   | Анталья, Турция $10,000 — Грунт Турнир 2014     | Светлана Пироженко Алёна Сотникова 7-5 1-6 [10-7] | Ирина Мария Бара Диана Бузян            |
| 27 января   | Тинахо, Испания $10,000 — Хард Турнир 2014      | Лаура Поус-Тио 6-0 6-3                            | Наташа Фуруклас                         |
| 27 января   | Тинахо, Испания $10,000 — Хард Турнир 2014      | Йоана Лоредана Рошка Хикари Ямамото 6-1 6-1       | Арабела Фернандес Рабенер Элизе Мертенс |
| 27 января   | Шарм-эш-Шейх, Египет $10,000 — Хард Турнир 2014 | Дарья Касаткина 6-3 6-4                           | Пернилла Мендесова                      |
| 27 января   | Шарм-эш-Шейх, Египет $10,000 — Хард Турнир 2014 | Валентина Ивахненко Вероника Капшай 7-6(5) 6-2    | Полина Лейкина Деспина Папамихаил       |
| 27 января   | Берни, Австралия $50,000 — Хард Турнир 2014     | Миса Эгути 4-6 6-2 6-3                            | Елизавета Куличкова                     |
| 27 января   | Берни, Австралия $50,000 — Хард Турнир 2014     | Ярмила Гайдошова Сторм Сандерс 6-4 6-4            | Эри Ходзуми Мики Миямура                |

## Неделя 6
| Дата начала | Турнир                                          | Чемпионки (Счёт финала)                      | Финалистки                            |
| ----------- | ----------------------------------------------- | -------------------------------------------- | ------------------------------------- |
| 3 февраля   | Анталья, Турция $10,000 — Грунт Турнир 2014     | Патрича Мария Циг 5-7 6-1 6-3                | Алёна Сотникова                       |
| 3 февраля   | Анталья, Турция $10,000 — Грунт Турнир 2014     | Анита Гусарич Алёна Сотникова 5-7 6-4 [10-6] | Лаура-Йоана Андрей Светлана Пироженко |
| 3 февраля   | Тинахо, Испания $10,000 — Хард Турнир 2014      | Лаура Поус-Тио 6-3 3-6 6-2                   | Анна-Джулия Ремондина                 |
| 3 февраля   | Тинахо, Испания $10,000 — Хард Турнир 2014      | Петра Янускова Лу Цзяцзин 7-5 5-7 [10-6]     | Элизе Мертенс Бернисе ван де Велде    |
| 3 февраля   | Шарм-эш-Шейх, Египет $10,000 — Хард Турнир 2014 | Мари Бенуа 6-3 6-4                           | Гай Ао                                |
| 3 февраля   | Шарм-эш-Шейх, Египет $10,000 — Хард Турнир 2014 | Гай Ао Наташа Палха 6-4 6-1                  | Дагмара Баскова Яннеке Виккеринк      |
| 3 февраля   | Гренобль, Франция $25,000 — Хард(i) Турнир 2014 | Полин Пармантье 2-6 6-0 6-4                  | Анастасия Васильева                   |
| 3 февраля   | Гренобль, Франция $25,000 — Хард(i) Турнир 2014 | София Шапатава Анастасия Васильева 6-1 6-4   | Маргарита Гаспарян Катерина Козлова   |
| 3 февраля   | Лонсестон, Австралия $50,000 — Хард Турнир 2014 | Оливия Роговска 5-7 6-4 6-0                  | Ирэна Павлович                        |
| 3 февраля   | Лонсестон, Австралия $50,000 — Хард Турнир 2014 | Моника Адамчак Оливия Роговска 6-2 6-4       | Камонвон Буаям Зузана Злохова         |

## Неделя 7
| Дата начала | Турнир                                                                 | Чемпионки (Счёт финала)                                    | Финалистки                                    |
| ----------- | ---------------------------------------------------------------------- | ---------------------------------------------------------- | --------------------------------------------- |
| 10 февраля  | Анталья, Турция $10,000 — Грунт Турнир 2014                            | Патрича Мария Циг 6-3 6-2                                  | София Квацабая                                |
| 10 февраля  | Анталья, Турция $10,000 — Грунт Турнир 2014                            | Ли Ихун Чжу Линь 6-2 — отказ                               | Габриэла Талабэ Патрича Мария Циг             |
| 10 февраля  | Нонтхабури, Таиланд $10,000 — Хард Турнир 2014                         | Нуднида Луангнам 6-3 6-4                                   | Вэнь Синь                                     |
| 10 февраля  | Нонтхабури, Таиланд $10,000 — Хард Турнир 2014                         | Варатчая Вонгтинчай Чжан Лин 2-6 6-2 [12-10]               | Тан Хаочэнь Тянь Жань                         |
| 10 февраля  | Стокгольм, Швеция $10,000 — Хард(i) Турнир 2014                        | Ольга Янчук 6-0 6-0                                        | Катерина Ванькова                             |
| 10 февраля  | Стокгольм, Швеция $10,000 — Хард(i) Турнир 2014                        | Каролина Даниэльс Маргарита Лазарева 7-5 6-3               | Луиза Мари Хубер Нора Нидмерс                 |
| 10 февраля  | Тинахо, Испания $10,000 — Хард Турнир 2014                             | Элеанора Дин 6-1 6-7(2) 7-6(3)                             | Аквиле Паразинскайте                          |
| 10 февраля  | Тинахо, Испания $10,000 — Хард Турнир 2014                             | Хэдли Берг Мэдисон Уэстби 6-4 6-2                          | Ёсими Кавасаки Юми Накано                     |
| 10 февраля  | Шарм-эш-Шейх, Египет $10,000 — Хард Турнир 2014                        | Гай Ао 5-7 7-6(4) 6-2                                      | Карин Кеннель                                 |
| 10 февраля  | Шарм-эш-Шейх, Египет $10,000 — Хард Турнир 2014                        | Евгения Пашкова Ана Веселинович 2-6 6-0 [10-4]             | Джулия Бруццоне Елена-Теодора Кадар           |
| 10 февраля  | Таллин, Эстония $15,000 — Хард(i) Турнир 2014                          | Тимея Бачински 6-3 6-3                                     | Анетт Контавейт                               |
| 10 февраля  | Таллин, Эстония $15,000 — Хард(i) Турнир 2014                          | София Шапатава Маша Зец-Пешкирич 6-4 7-6(4)                | Агнеш Букта Виктория Томова                   |
| 10 февраля  | Ранчо-Санта-Фе, США $25,000 — Хард Турнир 2014                         | Тамира Пашек 6-1 6-1                                       | Сюко Аояма                                    |
| 10 февраля  | Ранчо-Санта-Фе, США $25,000 — Хард Турнир 2014                         | Саманта Кроуфорд Сюй Ифань 3-6 6-2 [12-10]                 | Даниэлла Лао Кэри Вонг                        |
| 10 февраля  | Сан-Паулу, Бразилия $25,000 — Грунт Турнир 2014                        | Штефани Фогт 6-1 6-4                                       | Марина Мельникова                             |
| 10 февраля  | Сан-Паулу, Бразилия $25,000 — Грунт Турнир 2014                        | Беатрис Гарсия-Видагани Дина Пфиценмайер 7-6(8) 4-6 [10-8] | Мариана Дуке-Мариньо Паула Кристина Гонсалвес |
| 10 февраля  | Dow Corning Tennis Classic Мидленд, США $100,000 — Хард(i) Турнир 2014 | Хезер Уотсон 6-4 6-0                                       | Ксения Первак                                 |
| 10 февраля  | Dow Corning Tennis Classic Мидленд, США $100,000 — Хард(i) Турнир 2014 | Анна Татишвили Хезер Уотсон 7-5 5-7 [10-6]                 | Шэрон Фичмен Мария Санчес                     |

## Неделя 8
| Дата начала | Турнир                                                  | Чемпионки (Счёт финала)                         | Финалистки                                      |
| ----------- | ------------------------------------------------------- | ----------------------------------------------- | ----------------------------------------------- |
| 17 февраля  | Анталья, Турция $10,000 — Грунт Турнир 2014             | Ленка Винерова 5-7 6-4 6-4                      | Чжу Линь                                        |
| 17 февраля  | Анталья, Турция $10,000 — Грунт Турнир 2014             | Пиа Кёниг София Квацабая 2-1 — отказ            | Ли Ихун Ян Чжаосюань                            |
| 17 февраля  | Буэнос-Айрес, Аргентина $10,000 — Грунт Турнир 2014     | Шанель Симмондс 6-2 6-2                         | Юлия Калабина                                   |
| 17 февраля  | Буэнос-Айрес, Аргентина $10,000 — Грунт Турнир 2014     | Юлия Калабина Ирина Хромачёва 6-3 6-2           | Фернанда Брито Каролина де лос Сантос           |
| 17 февраля  | Макон, Франция $10,000 — Хард(i) Турнир 2014            | Ева Ваканно 6-1 7-6(4)                          | Армони Тан                                      |
| 17 февраля  | Макон, Франция $10,000 — Хард(i) Турнир 2014            | Одри Алби Кинни Лесне 6-3 2-6 [10-8]            | Федерика ди Сарра Камилла Розателло             |
| 17 февраля  | Нонтхабури, Таиланд $10,000 — Хард Турнир 2014          | Чжан Лин 6-3 6-3                                | Лю Фанчжоу                                      |
| 17 февраля  | Нонтхабури, Таиланд $10,000 — Хард Турнир 2014          | Хань Синьюнь Чжан Кайлинь 6-3 6-0               | Кэти Боултер Сюнь Фанъин                        |
| 17 февраля  | Пальманова, Испания $10,000 — Грунт Турнир 2014         | Екатерина Лопес 6-4 6-2                         | Барбара Луш                                     |
| 17 февраля  | Пальманова, Испания $10,000 — Грунт Турнир 2014         | Юлиана Лисарасо Александра Нанкэрроу 6-3 6-4    | Анна Каталина Альзате Эсмурзаева Наталья Костич |
| 17 февраля  | Хельсингборг, Швеция $10,000 — Хард(i) Турнир 2014      | Ясмина Тинич 6-1 6-0                            | Ребекка Петерсон                                |
| 17 февраля  | Хельсингборг, Швеция $10,000 — Хард(i) Турнир 2014      | Корнелия Листер Лисанна ван Рит 6-4 6-3         | Ольга Янчук Ясмина Тинич                        |
| 17 февраля  | Шарм-эш-Шейх, Египет $10,000 — Хард Турнир 2014         | Ана Веселинович 7-5 5-7 6-3                     | Барбара Хаас                                    |
| 17 февраля  | Шарм-эш-Шейх, Египет $10,000 — Хард Турнир 2014         | Евгения Пашкова Ана Веселинович 6-2 6-1         | Зара Разафимахатратра Деми Схюрс                |
| 17 февраля  | Альтенкирхен, Германия $15,000 — Ковёр(i) Турнир 2014   | Ирина Шиманович 6-1 7-6(3)                      | Река-Луца Яни                                   |
| 17 февраля  | Альтенкирхен, Германия $15,000 — Ковёр(i) Турнир 2014   | Каролина Даниэльс Лаура Шедер 1-6 6-4 [10-7]    | Клаудиа Джовине Юстина Оцга                     |
| 17 февраля  | Солсбери, Австралия $15,000 — Хард Турнир 2014          | Чан Су Джон 6-3 7-6(6)                          | Ван Яфань                                       |
| 17 февраля  | Солсбери, Австралия $15,000 — Хард Турнир 2014          | Миса Эгути Мики Миямура 6-2 6-2                 | Чан Су Джон Ли Со Ра                            |
| 17 февраля  | Кройцлинген, Швейцария $25,000 — Ковёр(i) Турнир 2014   | Михаэлла Крайчек 6-4 7-6(5)                     | Тимея Бачински                                  |
| 17 февраля  | Кройцлинген, Швейцария $25,000 — Ковёр(i) Турнир 2014   | Ева Бирнерова Михаэлла Крайчек 6-1 4-6 [10-6]   | Александра Крунич Амра Садикович                |
| 17 февраля  | Москва, Россия $25,000 — Хард(i) Турнир 2014            | Александра Саснович 6-3 6-2                     | Анетт Контавейт                                 |
| 17 февраля  | Москва, Россия $25,000 — Хард(i) Турнир 2014            | Валентина Ивахненко Катерина Козлова 7-6(6) 6-4 | Вероника Кудерметова Светлана Пироженко         |
| 17 февраля  | Ноттингем, Великобритания $25,000 — Хард(i) Турнир 2014 | Екатерина Бычкова 3-0 — отказ                   | Полин Пармантье                                 |
| 17 февраля  | Ноттингем, Великобритания $25,000 — Хард(i) Турнир 2014 | Джоселин Рэй Анна Смит 7-6(6) 6-4               | Наоми Броуди Рената Ворачова                    |
| 17 февраля  | Нью-Дели, Индия $25,000 — Хард Турнир 2014              | Ван Цян 6-1 6-3                                 | Юлия Бейгельзимер                               |
| 17 февраля  | Нью-Дели, Индия $25,000 — Хард Турнир 2014              | Нича Летпитаксинчай Пеангтарн Плипыч 7-6(5) 6-3 | Эрика Сэма Юрика Сэма                           |
| 17 февраля  | Сюрпрайз, США $25,000 — Хард Турнир 2014                | Йована Якшич 4-6 7-6(13) 7-5                    | Тамира Пашек                                    |
| 17 февраля  | Сюрпрайз, США $25,000 — Хард Турнир 2014                | Сюко Аояма Эри Ходзуми 6-3 7-5                  | Саназ Маранд Эшли Вейнхольд                     |

## Неделя 9
| Дата начала | Турнир                                              | Чемпионки (Счёт финала)                               | Финалистки                                |
| ----------- | --------------------------------------------------- | ----------------------------------------------------- | ----------------------------------------- |
| 24 февраля  | Анталья, Турция $10,000 — Грунт Турнир 2014         | София Квацабая 2-6 6-0 6-4                            | Екатерина Горгодзе                        |
| 24 февраля  | Анталья, Турция $10,000 — Грунт Турнир 2014         | Ли Ихун Чжу Линь 3-6 6-3 [10-3]                       | Николета Даскэлу Ралука Шербан            |
| 24 февраля  | Астана, Казахстан $10,000 — Хард(i) Турнир 2014     | Ольга Дорошина 6-7(5) 6-4 7-6(6)                      | Вероника Кудерметова                      |
| 24 февраля  | Астана, Казахстан $10,000 — Хард(i) Турнир 2014     | Альбина Хабибулина Ксения Палкина 6-4 7-5             | Вероника Капшай Камила Керимбаева         |
| 24 февраля  | Брон, Франция $10,000 — Хард(i) Турнир 2014         | Эма Микульчич 6-0 7-5                                 | Изабелла Шиникова                         |
| 24 февраля  | Брон, Франция $10,000 — Хард(i) Турнир 2014         | Изабелла Шиникова Алёна Сотникова 5-7 7-6(5) [10-5]   | Анна Клазен Катарина Ленерт               |
| 24 февраля  | Буэнос-Айрес, Аргентина $10,000 — Грунт Турнир 2014 | Ирина Хромачёва 6-2 7-5                               | Шанель Симмондс                           |
| 24 февраля  | Буэнос-Айрес, Аргентина $10,000 — Грунт Турнир 2014 | Юлия Калабина Ирина Хромачёва 6-1 6-1                 | Ана Виктория Гобби Монльяу Констанса Вега |
| 24 февраля  | Нонтхабури, Таиланд $10,000 — Хард Турнир 2014      | Сюнь Фанъин 7-6(2) 6-2                                | Юки Танака                                |
| 24 февраля  | Нонтхабури, Таиланд $10,000 — Хард Турнир 2014      | Нунгнадда Ваннасук Варуня Вонгтинчай 6-2 6-2          | Мию Като Юки Танака                       |
| 24 февраля  | Пальманова, Испания $10,000 — Грунт Турнир 2014     | Хулия Пайола 7-5 6-4                                  | Инес Феррер Суарес                        |
| 24 февраля  | Пальманова, Испания $10,000 — Грунт Турнир 2014     | Инес Феррер Суарес Ольга Паррес Аскойтия 6-2 7-6(3)   | Ким-Алице Грайдек Моника Зюр              |
| 24 февраля  | Шарм-эш-Шейх, Египет $10,000 — Хард Турнир 2014     | Деми Схюрс 6-4 6-2                                    | Эмили Уэбли-Смит                          |
| 24 февраля  | Шарм-эш-Шейх, Египет $10,000 — Хард Турнир 2014     | Эден Сильва Эмили Уэбли-Смит 6-7(4) 6-4 [10-5]        | Никола Горакова Акари Иноуэ               |
| 24 февраля  | Порт-Пири, Австралия $15,000 — Хард Турнир 2014     | Миса Эгути 6-1 6-2                                    | Хироко Кувата                             |
| 24 февраля  | Порт-Пири, Австралия $15,000 — Хард Турнир 2014     | Джессика Мур Александрина Найденова 6-4 6-3           | Мияби Иноуэ Хироко Кувата                 |
| 24 февраля  | Бейнаско, Италия $25,000 — Грунт(i) Турнир 2014     | Анастасия Гримальская 7-6(5) 6-3                      | Анастасия Васильева                       |
| 24 февраля  | Бейнаско, Италия $25,000 — Грунт(i) Турнир 2014     | Николь Клерико Джулия Гатто-Монтиконе 6-1 5-7 [13-11] | Джоселин Рэй Анна Смит                    |

## Неделя 10
| Дата начала | Турнир                                                | Чемпионки (Счёт финала)                            | Финалистки                               |
| ----------- | ----------------------------------------------------- | -------------------------------------------------- | ---------------------------------------- |
| 3 марта     | Амьен, Франция $10,000 — Грунт(i) Турнир 2014         | Аличе Маттеуччи 6-4 6-3                            | Манон Арканьёли                          |
| 3 марта     | Амьен, Франция $10,000 — Грунт(i) Турнир 2014         | Изабелла Шиникова Алёна Сотникова 6-1 6-4          | Анжелика Морателли Анна-Джулия Ремондина |
| 3 марта     | Анталья, Турция $10,000 — Грунт Турнир 2014           | Чжу Линь 6-1 6-4                                   | Ирина Шиманович                          |
| 3 марта     | Анталья, Турция $10,000 — Грунт Турнир 2014           | Эстель Касино Мартина Кубичикова 6-7(2) 6-2 [10-7] | Мартина Карегаро Анна Флорис             |
| 3 марта     | Астана, Казахстан $10,000 — Хард(i) Турнир 2014       | Вероника Кудерметова 7-6(2) 7-6(3)                 | Ольга Дорошина                           |
| 3 марта     | Астана, Казахстан $10,000 — Хард(i) Турнир 2014       | Анна Данилина Ольга Дорошина 6-3 7-6(4)            | Александра Гринчишина Катерина Слюсарь   |
| 3 марта     | Гейнсвилл, США $10,000 — Грунт Турнир 2014            | Катерина Крамперова 7-6(2) 7-6(3)                  | Катерина Стюарт                          |
| 3 марта     | Гейнсвилл, США $10,000 — Грунт Турнир 2014            | Никола Франкова Катерина Крамперова 6-4 6-3        | Роксанна Эллисон Сьерра Эллисон          |
| 3 марта     | Шарм-эш-Шейх, Египет $10,000 — Хард Турнир 2014       | Эмма Лайне 6-2 6-2                                 | Мадри ле Ру                              |
| 3 марта     | Шарм-эш-Шейх, Египет $10,000 — Хард Турнир 2014       | Акари Иноуэ Эмма Лайне 6-2 6-2                     | Диана Боголий Кристина Казимова          |
| 3 марта     | Милдьюра, Австралия $15,000 — Трава Турнир 2014       | Чан Су Джон 6-1 6-3                                | Элисон Бэй                               |
| 3 марта     | Милдьюра, Австралия $15,000 — Трава Турнир 2014       | Чан Су Джон Ли Со Ра 6-1 1-6 [10-4]                | Джессика Мур Александрина Найденова      |
| 3 марта     | Ирапуато, Мексика $25,000 — Хард Турнир 2014          | Инди де Вроме 3-6 6-4 6-1                          | Наоми Осака                              |
| 3 марта     | Ирапуато, Мексика $25,000 — Хард Турнир 2014          | Инди де Вроме Дениз Мюрсан 6-4 5-7 [10-7]          | Ирина Хромачёва Анна Цая                 |
| 3 марта     | Кампинас, Бразилия $25,000 — Грунт Турнир 2014        | Ирина-Камелия Бегу 6-2 6-4                         | Александра Панова                        |
| 3 марта     | Кампинас, Бразилия $25,000 — Грунт Турнир 2014        | Людмила Киченок Александра Панова 6-1 6-3          | Лора Торп Штефани Фогт                   |
| 3 марта     | Престон, Великобритания $25,000 — Хард(i) Турнир 2014 | Кристина Плишкова 6-3 7-6(4)                       | Чагла Бююкакчай                          |
| 3 марта     | Престон, Великобритания $25,000 — Хард(i) Турнир 2014 | Тара Мур Марта Сироткина 3-6 6-1 [13-11]           | Тимея Бачински Кристина Барруа           |
| 3 марта     | Цюаньчжоу, Китай $50,000 — Хард Турнир 2014           | Зарина Дияс 6-1 6-1                                | Ноппаван Летчивакан                      |
| 3 марта     | Цюаньчжоу, Китай $50,000 — Хард Турнир 2014           | Чжань Цзиньвэй Сюй Ифань 7-6(4) 6-1                | Сунь Цзыюэ Сюй Шилинь                    |

## Неделя 11
| Дата начала | Турнир                                               | Чемпионки (Счёт финала)                             | Финалистки                                   |
| ----------- | ---------------------------------------------------- | --------------------------------------------------- | -------------------------------------------- |
| 10 марта    | Анталья, Турция $10,000 — Грунт Турнир 2014          | Ирина Шиманович 6-2 6-3                             | Лиза Пономарь                                |
| 10 марта    | Анталья, Турция $10,000 — Грунт Турнир 2014          | Мана Аюкава Эстель Касино 7-5 7-5                   | Ленка Юрикова Янина Толян                    |
| 10 марта    | Астана, Казахстан $10,000 — Хард(i) Турнир 2014      | Наталья Орлова 4-6 7-5 6-1                          | Камила Керимбаева                            |
| 10 марта    | Астана, Казахстан $10,000 — Хард(i) Турнир 2014      | Александра Гринчишина Катерина Слюсарь 6-4 7-6(3)   | Екатерина Клюева Софья Смагина               |
| 10 марта    | Гонесс, Франция $10,000 — Грунт(i) Турнир 2014       | Анна-Джулия Ремондина 7-5 7-6(6)                    | Анна Шефер                                   |
| 10 марта    | Гонесс, Франция $10,000 — Грунт(i) Турнир 2014       | Жессика Понше Каролина Стухлая 6-7(4) 6-3 [10-3]    | Каролина Даниэльс Лена-Мари Хофманн          |
| 10 марта    | Ираклион, Греция $10,000 — Хард Турнир 2014          | Дениз Хазанюк 7-6(4) 6-3                            | Аликс Колломбон                              |
| 10 марта    | Ираклион, Греция $10,000 — Хард Турнир 2014          | Аквиле Паразинскайте Алина Силич 6-2 6-0            | Дениса Кулганкова Петра Мелоунова            |
| 10 марта    | Орландо, США $10,000 — Грунт Турнир 2014             | Катерина Стюарт 6-1 6-1                             | Елизавета Янчук                              |
| 10 марта    | Орландо, США $10,000 — Грунт Турнир 2014             | Кэтрин Картан Беллис Алексис Нельсон 6-2 0-6 [11-9] | Салли Пирс Натали Плускота                   |
| 10 марта    | Понта-Делгада, Португалия $10,000 — Хард Турнир 2014 | Екатерина Лопес 6-4 6-2                             | Барбара Луш                                  |
| 10 марта    | Понта-Делгада, Португалия $10,000 — Хард Турнир 2014 | Татьяна Буа Ольга Паррес Аскойтия 6-3 6-4           | Тереза Маликова Пернилла Мендесова           |
| 10 марта    | Пула, Италия $10,000 — Грунт Турнир 2014             | Карин Кеннель 6-2 6-1                               | Татьяна Пьери                                |
| 10 марта    | Пула, Италия $10,000 — Грунт Турнир 2014             | Мартина Карегаро Анна Флорис 6-3 5-7 [10-8]         | Ким-Алице Грайдек Маша Зец-Пешкирич          |
| 10 марта    | Шарм-эш-Шейх, Египет $10,000 — Хард Турнир 2014      | Виталия Дьяченко 3-6 6-4 6-1                        | Наоми Броуди                                 |
| 10 марта    | Шарм-эш-Шейх, Египет $10,000 — Хард Турнир 2014      | Нина Стоянович Ана Веселинович 6-0 4-6 [10-6]       | Деа Хердзелас Наташа Палха                   |
| 10 марта    | Шэньчжэнь, Китай $10,000 — Хард Турнир 2014          | Чжан Кайлинь 6-0 5-7 6-1                            | Тянь Жань                                    |
| 10 марта    | Шэньчжэнь, Китай $10,000 — Хард Турнир 2014          | Хан На Рэ Ю Ми 6-1 6-1                              | Натела Дзаламидзе Полина Лейкина             |
| 10 марта    | Сан-Паулу, Бразилия $25,000 — Грунт Турнир 2014      | Ирина-Камелия Бегу 7-5 4-6 6-4                      | Александра Панова                            |
| 10 марта    | Сан-Паулу, Бразилия $25,000 — Грунт Турнир 2014      | Ирина-Камелия Бегу Александра Панова 6-4 3-6 [11-9] | Мария-Фернанда Альварес-Теран Мария Иригойен |

## Неделя 12
| Дата начала | Турнир                                               | Чемпионки (Счёт финала)                             | Финалистки                         |
| ----------- | ---------------------------------------------------- | --------------------------------------------------- | ---------------------------------- |
| 17 марта    | Анталья, Турция $10,000 — Хард Турнир 2014           | Дениса Аллертова 6-3 6-2                            | Барбора Крейчикова                 |
| 17 марта    | Анталья, Турция $10,000 — Хард Турнир 2014           | Екатерина Горгодзе София Квацабая 4-6 6-1 [10-8]    | Наталья Костич Шанталь Шкамлова    |
| 17 марта    | Гавр, Франция $10,000 — Грунт(i) Турнир 2014         | Ивонн Кавалье Реймерс 2-6 6-4 6-3                   | Мартина Колменья                   |
| 17 марта    | Гавр, Франция $10,000 — Грунт(i) Турнир 2014         | Изабелла Шиникова Алёна Сотникова 6-4 6-3           | Бернисе ван де Велде Келли Верстег |
| 17 марта    | Ираклион, Греция $10,000 — Хард Турнир 2014          | Анна Смит 6-1 6-3                                   | Ксения Кнолль                      |
| 17 марта    | Ираклион, Греция $10,000 — Хард Турнир 2014          | Петра Убералова Катинка фон Дайхманн 7-5 6-2        | Агата Бараньская Вивиан Златанова  |
| 17 марта    | Кофу, Япония $10,000 — Хард Турнир 2014              | Тьяки Окадауэ 3-6 7-6(7) 6-2                        | Мана Аюкава                        |
| 17 марта    | Кофу, Япония $10,000 — Хард Турнир 2014              | Наги Ханатани Хикари Ямамото 3-6 6-2 [10-7]         | Рико Фудзиока Хаяка Мурасэ         |
| 17 марта    | Лима, Перу $10,000 — Грунт Турнир 2014               | Чилла Аргиелан 4-6 6-4 6-3                          | Каролина Себальос                  |
| 17 марта    | Лима, Перу $10,000 — Грунт Турнир 2014               | Тамара Чурович Яна Сизикова 6-4 7-5                 | София Луини Аранса Салют           |
| 17 марта    | Понта-Делгада, Португалия $10,000 — Хард Турнир 2014 | Элизе Мертенс 6-2 6-4                               | Барбара Луш                        |
| 17 марта    | Понта-Делгада, Португалия $10,000 — Хард Турнир 2014 | Элизе Мертенс Светлана Пироженко 6-1 6-2            | Тереза Маликова Пернилла Мендесова |
| 17 марта    | Пула, Италия $10,000 — Грунт Турнир 2014             | Маша Зец-Пешкирич 6-4 6-4                           | София Ковалец                      |
| 17 марта    | Пула, Италия $10,000 — Грунт Турнир 2014             | Юлиана Лисарасо Александра Нанкэрроу 6-3 4-6 [11-9] | Аличе Маттеуччи Деспина Папамихаил |
| 17 марта    | Сантьяго, Чили $10,000 — Грунт Турнир 2014           | Габриэла Се 6-3 7-5                                 | Фернанда Брито                     |
| 17 марта    | Сантьяго, Чили $10,000 — Грунт Турнир 2014           | Фернанда Брито Камила Сильва 1-6 7-6(5) [10-7]      | София Бланко Надя Подорошка        |
| 17 марта    | Шарм-эш-Шейх, Египет $10,000 — Хард Турнир 2014      | Наоми Броуди 6-2 3-0 — отказ                        | Виталия Дьяченко                   |
| 17 марта    | Шарм-эш-Шейх, Египет $10,000 — Хард Турнир 2014      | Евгения Пашкова Ана Веселинович 6-3 7-5             | Эмма Лайне Эмили Уэбли-Смит        |
| 17 марта    | Шэньчжэнь, Китай $10,000 — Хард Турнир 2014          | Тан Хаочэнь 6-3 6-2                                 | Чжан Кайлинь                       |
| 17 марта    | Шэньчжэнь, Китай $10,000 — Хард Турнир 2014          | Хань Синьюнь Чжан Кайлинь 6-3 2-6 [13-11]           | Чжань Цзиньвэй Лю Чан              |
| 17 марта    | Иннисбрук, США $25,000 — Грунт Турнир 2014           | Грейс Мин 7-5 6-0                                   | Николь Гиббс                       |
| 17 марта    | Иннисбрук, США $25,000 — Грунт Турнир 2014           | Джоя Барбьери Джулия Коэн 7-6(5) 6-0                | Элли Кик Сачия Викери              |

## Неделя 13
| Дата начала | Турнир                                               | Чемпионки (Счёт финала)                              | Финалистки                            |
| ----------- | ---------------------------------------------------- | ---------------------------------------------------- | ------------------------------------- |
| 24 марта    | Анталья, Турция $10,000 — Хард Турнир 2014           | Дениса Аллертова 6-4 6-3                             | Бибиана Схофс                         |
| 24 марта    | Анталья, Турция $10,000 — Хард Турнир 2014           | Сусанна Селик Котоми Такахата 6-4 6-3                | Барбора Крейчикова Ипек Сойлу         |
| 24 марта    | Ираклион, Греция $10,000 — Хард Турнир 2014          | Анна Цая 6-4 6-1                                     | Катинка фон Дайхманн                  |
| 24 марта    | Ираклион, Греция $10,000 — Хард Турнир 2014          | Лизанне ван Рит Моникве Зюр 6-4 7-5                  | Марина Лазич Бояна Маринкович         |
| 24 марта    | Лима, Перу $10,000 — Грунт Турнир 2014               | Надя Подорошка 6-3 6-4                               | Карла Лусеро                          |
| 24 марта    | Лима, Перу $10,000 — Грунт Турнир 2014               | Тамара Чурович Яна Сизикова 6-2 7-6(2)               | София Луини Аранса Салют              |
| 24 марта    | Ниситама, Япония $10,000 — Хард Турнир 2014          | Мияби Иноуэ 1-6 7-5 6-1                              | Нуднида Луангнам                      |
| 24 марта    | Ниситама, Япония $10,000 — Хард Турнир 2014          | Дзюнри Намигата Акико Ёнэмура 6-2 6-4                | Чхве Джи Хи Акари Иноуэ               |
| 24 марта    | Пула, Италия $10,000 — Грунт Турнир 2014             | Аличе Балдуччи 6-3 5-7 6-3                           | Эстель Касино                         |
| 24 марта    | Пула, Италия $10,000 — Грунт Турнир 2014             | Александра Нанкэрроу Ольга Саес Ларра 6-3 4-6 [10-8] | Деспина Папамихаил Розали ван дер Хук |
| 24 марта    | Рибейран-Прету, Бразилия $10,000 — Грунт Турнир 2014 | Виктория Босио 6-0 7-5                               | Габриэла Се                           |
| 24 марта    | Рибейран-Прету, Бразилия $10,000 — Грунт Турнир 2014 | Мария-Фернанда Алвес Ана-Клара Дуарте 6-4 4-6 [11-9] | Габриэла Се Эдуарда Пиай              |
| 24 марта    | Шарм-эш-Шейх, Египет $10,000 — Хард Турнир 2014      | Эмили Уэбли-Смит 7-6(7) 0-6 6-4                      | Евгения Пашкова                       |
| 24 марта    | Шарм-эш-Шейх, Египет $10,000 — Хард Турнир 2014      | Евгения Пашкова Прартхана Тхомбаре 6-2 6-4           | Лора Дейджман Эмили Уэбли-Смит        |
| 24 марта    | Шэньчжэнь, Китай $10,000 — Хард Турнир 2014          | Чжань Цзиньвэй 2-6 6-3 6-3                           | Лю Фанчжоу                            |
| 24 марта    | Шэньчжэнь, Китай $10,000 — Хард Турнир 2014          | Хань Синьюнь Чжан Кайлинь 6-0 6-3                    | Гай Ао Ван Янь                        |
| 24 марта    | Круасси-Бобур, Франция $50,000 — Хард(i) Турнир 2014 | Клер Фёэрстен 6-2 4-6 6-4                            | Рената Ворачова                       |
| 24 марта    | Круасси-Бобур, Франция $50,000 — Хард(i) Турнир 2014 | Маргарита Гаспарян Людмила Киченок 6-2 6-4           | Кристина Барруа Элени Данилиду        |
| 24 марта    | Оспри, США $50,000 — Грунт Турнир 2014               | Анна Каролина Шмидлова 6-2 6-3                       | Марина Эракович                       |
| 24 марта    | Оспри, США $50,000 — Грунт Турнир 2014               | Рика Фудзивара Се Шуин 6-3 6-7(5) [10-4]             | Ирина Фалькони Ева Грдинова           |

## Неделя 14
| Дата начала | Турнир                                                    | Чемпионки (Счёт финала)                                  | Финалистки                              |
| ----------- | --------------------------------------------------------- | -------------------------------------------------------- | --------------------------------------- |
| 31 марта    | Анталья, Турция $10,000 — Хард Турнир 2014                | Юлия Терзийская 7-6(5) 6-2                               | Мелис Сезер                             |
| 31 марта    | Анталья, Турция $10,000 — Хард Турнир 2014                | Дениса Аллертова Шанталь Шкамлова 6-2 6-1                | Мелис Сезер Ипек Сойлу                  |
| 31 марта    | Ираклион, Греция $10,000 — Хард Турнир 2014               | Полина Лейкина 6-2 6-7(3) 7-5                            | Эма Микульчич                           |
| 31 марта    | Ираклион, Греция $10,000 — Хард Турнир 2014               | Чилла Боршаньи Илка Чореги 4-6 6-3 [10-6]                | Валентини Грамматикопулу Полина Лейкина |
| 31 марта    | Лима, Перу $10,000 — Грунт Турнир 2014                    | Надя Подорошка 6-2 6-4                                   | Чилла Ардьелан                          |
| 31 марта    | Лима, Перу $10,000 — Грунт Турнир 2014                    | Тамара Чурович Яна Сизикова 6-0 6-4                      | Стефани Мариэль Петит Каролина Себальос |
| 31 марта    | Манама, Бахрейн $10,000 — Хард Турнир 2014                | Кверина Лемойне 4-6 6-1 6-2                              | Фатма Аль Набхани                       |
| 31 марта    | Манама, Бахрейн $10,000 — Хард Турнир 2014                | Михаэла Фрлицкая Катарина Ленерт 6-0 6-2                 | Линда Дубская Евгения Свинцова          |
| 31 марта    | Пула, Италия $10,000 — Грунт Турнир 2014                  | Аличе Балдуччи 6-7(6) 6-1 6-0                            | Инес Феррер-Суарес                      |
| 31 марта    | Пула, Италия $10,000 — Грунт Турнир 2014                  | Аличе Балдуччи Диана Бузян 3-6 6-1 [10-1]                | Татьяна Буа Инес Феррер-Суарес          |
| 31 марта    | Сан-Жозе-дус-Кампус, Бразилия $10,000 — Грунт Турнир 2014 | Паула Кристина Гонсалвес 6-2 3-6 6-2                     | Мария-Фернанда Алвес                    |
| 31 марта    | Сан-Жозе-дус-Кампус, Бразилия $10,000 — Грунт Турнир 2014 | Мария-Фернанда Алвес Паула Кристина Гонсалвес 7-6(0) 7-5 | Габриэла Се Эдуарда Пиай                |
| 31 марта    | Шарм-эш-Шейх, Египет $10,000 — Хард Турнир 2014           | Сандра Заневская 6-2 6-1                                 | Елена-Теодора Кадар                     |
| 31 марта    | Шарм-эш-Шейх, Египет $10,000 — Хард Турнир 2014           | Яна Фетт Александра Корашвили 6-4 7-5                    | Ола Абу Зекри Маяр Шериф                |
| 31 марта    | Шибеник, Хорватия $10,000 — Грунт Турнир 2014             | Катарина Йокич 6-4 6-1                                   | Ива Мековец                             |
| 31 марта    | Шибеник, Хорватия $10,000 — Грунт Турнир 2014             | Агнеш Букта Виктория Томова 7-6(12) 6-1                  | Ева Рутарова Каролина Стухлая           |
| 31 марта    | Шымкент, Казахстан $10,000 — Грунт Турнир 2014            | Вивиан Златанова 7-6(1) 6-0                              | Александра Гринчишина                   |
| 31 марта    | Шымкент, Казахстан $10,000 — Грунт Турнир 2014            | Анна Григорян Вивиан Златанова 7-6(5) 6-2                | Диана Боголий Маргарита Лазарева        |
| 31 марта    | Глен-Айрис, Австралия $15,000 — Грунт Турнир 2014         | Хань Синьюнь 6-2 6-3                                     | Тори Кинард                             |
| 31 марта    | Глен-Айрис, Австралия $15,000 — Грунт Турнир 2014         | Джессика Мур Александрина Найденова 6-4 6-2              | Тамми Паттерсон Эллен Перес             |
| 31 марта    | Дижон, Франция $15,000 — Хард(i) Турнир 2014              | Михаэлла Крайчек 3-6 7-5 6-2                             | Ольга Дорошина                          |
| 31 марта    | Дижон, Франция $15,000 — Хард(i) Турнир 2014              | Река-Луца Яни Изабелла Шиникова 6-3 7-5                  | Мартина Борецкая Михаэлла Крайчек       |
| 31 марта    | Джексон, США $25,000 — Грунт Турнир 2014                  | Ульрикке Эйкери 6-2 6-4                                  | Ангелина Калинина                       |
| 31 марта    | Джексон, США $25,000 — Грунт Турнир 2014                  | Шанель Симмондс Маша Зец-Пешкирич 6-7(5) 6-3 [10-5]      | Эрика Сэма Юрика Сэма                   |
| 31 марта    | Эдгбастон, Великобритания $25,000 — Хард(i) Турнир 2014   | Чагла Бююкакчай 6-4 2-6 6-2                              | Полин Пармантье                         |
| 31 марта    | Эдгбастон, Великобритания $25,000 — Хард(i) Турнир 2014   | Джоселин Рэй Анна Смит 3-6 7-5 [10-4]                    | Магда Линетт Амра Садикович             |
| 31 марта    | Медельин, Колумбия $50,000+H — Грунт Турнир 2014          | Вероника Сепеде Роиг 6-4 4-6 6-4                         | Ирина-Камелия Бегу                      |
| 31 марта    | Медельин, Колумбия $50,000+H — Грунт Турнир 2014          | Ирина-Камелия Бегу Мария Иригойен 6-2 7-6(2)             | Моника Адамчак Марина Шамайко           |